# Чжоу Фэн
Чжоу Фэн (кит. упр. 周凤, пиньинь Zhōu Fèng, род. 12 сентября 1993) — китайская спортсменка, борец вольного стиля, чемпионка Азии и Азиатских игр, призёрка чемпионатов мира.

## Биография
Родилась в 1993 году в Даньдуне (провинция Ляонин). В 2014 году в Инчхоне стала чемпионкой Азиатских игр, а в Алма-Ате завоевала серебряную медаль чемпионата Азии. В 2015 году в Дохе стала чемпионкой Азии и завоевала серебряную медаль чемпионата мира в Лас-Вегасе. В 2016 году приняла участие в Олимпийских играх в Рио-де-Жанейро, но заняла там лишь 12-е место. В 2017 году стала бронзовой призёркой чемпионата Азии, и завоевала золотую медаль Азиатских игр по боевым искусствам и состязаниям в помещениях. В 2018 году стала чемпионкой Азии и Азиатских игр, и завоевала бронзовую медаль чемпионата мира.